# Elezioni generali in Perù del 2000
Le elezioni generali in Perù del 2000 si tennero l'8 aprile (primo turno) e il 3 giugno (secondo turno) per l'elezione del Presidente e il rinnovo del Congresso della Repubblica.
Il presidente uscente Fujimori, artefice di un regime dittatoriale, si ricandidò per il terzo mandato consecutivo: il limite del doppio mandato, previsto dalla Costituzione del 1993, fu infatti ritenuto applicabile solo a decorrere da tale data (con la conseguenza di dover escludere il mandato di Fujimori iniziato nel 1990).
Il primo turno vide l'affermazione di Fujimori, che raccolse il 49,8% dei voti contro il 40,24% di Alejandro Toledo; questi decise poi di ritirarsi dalla competizione, boicottando il secondo turno.
Fujimori fu dunque eletto al ballottaggio col 74,3%, mentre Toledo si fermò al 25,7%; i voti validi furono però solo il 51,2% delle schede scrutinate.

## Risultati

### Elezioni presidenziali
| Candidati             | Partiti                                    | I turno    | I turno | II turno  | II turno |
| Candidati             | Partiti                                    | Voti       | %       | Voti      | %        |
| --------------------- | ------------------------------------------ | ---------- | ------- | --------- | -------- |
| Alberto Fujimori      | Perù 2000                                  | 5 528 394  | 49,87   | 6 041 685 | 74,33    |
| Alejandro Toledo      | Perù Possibile                             | 4 460 812  | 40,24   | 2 086 215 | 25,67    |
| Alberto Andrade       | Somos Perú                                 | 333 049    | 3,00    |           |          |
| Federico Salas        | Avancemos (RN - CD)                        | 246 781    | 2,23    |           |          |
| Luis Castañeda Lossio | Partito di Solidarietà Nazionale           | 199 813    | 1,80    |           |          |
| Abel Salinas          | Alleanza Popolare Rivoluzionaria Americana | 152 519    | 1,38    |           |          |
| Raúl Diez Canseco     | Azione Popolare                            | 46 509     | 0,42    |           |          |
| Máximo San Román      | Unione per il Perù                         | 36 541     | 0,33    |           |          |
| Altri                 | -                                          | 80 099     | 0,72    |           |          |
| Totale                | Totale                                     | 11 084 517 | 100     | 8 127 900 | 100      |

### Elezioni parlamentari
| Liste                                      | Voti      | %     | Seggi |
| ------------------------------------------ | --------- | ----- | ----- |
| Perù 2000                                  | 4 189 018 | 42,16 | 52    |
| Perù Possibile                             | 2 308 635 | 23,24 | 29    |
| Fronte Indipendente Moralizzatore          | 751 323   | 7,56  | 9     |
| Somos Perú                                 | 715 396   | 7,20  | 9     |
| Alleanza Popolare Rivoluzionaria Americana | 546 930   | 5,51  | 6     |
| Partito di Solidarietà Nazionale           | 399 985   | 4,03  | 4     |
| Avancemos (RN - CD)                        | 307 188   | 3,09  | 3     |
| Unione per il Perù                         | 254 582   | 2,56  | 3     |
| Azione Popolare                            | 245 115   | 2,47  | 3     |
| Fronte Popolare Agricolo del Perù          | 216 953   | 2,18  | 2     |
| Totale                                     | 9 935 125 | 100   | 120   |